# Моавити
Моавитите са родствено на евреите семитско племе, обитаващо източния бряг на Мъртво море (земята обозначавана като Моав).
Според Библията, моавитите произхождат от племенника на Авраам - Лот, по линия на голямата му дъщеря. Освен в Библията, сведения за моавитите се намират и в асирийските летописи, в съчиненията на Йосиф Флавий, както и в моавитския паметник с надпис на цар Меша. 